# La Garrovilla
La Garrovilla är en ort i Spanien.   Den ligger i provinsen Provincia de Badajoz och regionen Extremadura, i den sydvästra delen av landet, 290 km sydväst om huvudstaden Madrid. La Garrovilla ligger 204 meter över havet och antalet invånare är 2 528.
Terrängen runt La Garrovilla är huvudsakligen platt, men åt sydost är den kuperad. Runt La Garrovilla är det ganska tätbefolkat, med 70 invånare per kvadratkilometer. Närmaste större samhälle är Mérida, 11,6 km öster om La Garrovilla. Trakten runt La Garrovilla består till största delen av jordbruksmark.